# Рихард Куденхофе-Калерги
Рѝхард Ку̀денхофе-Калѐрги (на немски: Richard Coudenhove-Kalergi; * 16 ноември 1894, Японска империя; † 27 юли 1972, Шрунс, Австрия) е австрийски политик, граф до 1919 г.

## Живот
От 1923 до 1972 г. е председател на политическото движение Паневропейски съюз.
На 18 май 1950 г. Куденхофе-Калерги става първия носител на Международната награда „Карл Велики“.
Куденхофе-Калерги умира на 27 юли 1972 г. в Schruns (Форарлберг).